# 莫喬拉
48°9′27″N 22°37′42″E / 48.15750°N 22.62833°E
莫喬拉（烏克蘭語：Мочола），是烏克蘭西部的村莊，隸屬外喀爾巴阡州的貝雷霍韋區。該村始建於1702年，面積3.43平方公里，海拔高度112米，2001年人口675，人口密度每平方公里196.79人。